# ディーター・ヘーネス
ディーター・ヘーネス（Dieter Hoeneß, 1953年1月7日 - ）は、ドイツ出身の元サッカー選手。ポジションはFW。元ドイツ代表。
同じく元ドイツ代表のウリ・ヘーネスは実兄。サッカー指導者のセバスティアン・ヘーネスは息子にあたる。

## 経歴
プロ選手としてのキャリアを始める以前にVfBウルムとSSVウルム1846でアマチュア選手としてプレーをした。そして1975年にVfBシュトゥットガルトとプロ契約を結び、1979年からはバイエルン・ミュンヘンへ移籍した。バイエルン時代には最も成功した時間を過ごし、5度のブンデスリーガ（1980、1981、1985、1986、1987）と3度のDFBポカール（1982、1984、1986）制覇に貢献した。また強烈なヘディングシュートが持ち味で、1987年に現役を退くまでブンデスリーガ通算258試合出場127得点を記録した。
西ドイツ代表としては1979年から1986年の間に国際Aマッチ6試合出場4得点を記録し、1986年のFIFAワールドカップ・メキシコ大会にも出場し準優勝に貢献した。また33歳と173日の年齢で同大会の決勝戦にも出場した。
現役引退後はバイエルン・ミュンヘンの主要なスポンサーであったコンピューターメーカーのコモドール社の広報担当を務めた。1990年からはVfBシュトゥットガルトのゼネラルマネージャーに就任。1996年から2009年まではヘルタ・ベルリンの副会長を務めていた。2010年よりVfLヴォルフスブルクのゼネラルマネージャーに就任した。